# El Naranjo 2da. Sección
El Naranjo 2da. Sección är en ort i Mexiko.   Den ligger i kommunen Amatán och delstaten Chiapas, i den sydöstra delen av landet, 700 km öster om huvudstaden Mexico City. El Naranjo 2da. Sección ligger 605 meter över havet och antalet invånare är 295.
Terrängen runt El Naranjo 2da. Sección är kuperad åt nordväst, men åt sydost är den bergig. Runt El Naranjo 2da. Sección är det ganska tätbefolkat, med 70 invånare per kvadratkilometer. Närmaste större samhälle är Amatán, 2,6 km sydväst om El Naranjo 2da. Sección. I omgivningarna runt El Naranjo 2da. Sección växer i huvudsak städsegrön lövskog.